# قوزلو (ملكان)
قوزلو هي قرية في مقاطعة ملكان، إيران. عدد سكان هذه القرية هو 333 في سنة 2006.